# Rotana Jet
Rotana Jet (em árabe: روتانا جت) é uma companhia aérea emiradense com sede em Abu Dhabi. Sua base principal é o Aeroporto Executivo Al Bateen.

## História
A companhia aérea foi fundada em 2010. Rotana iniciou voos regulares para a ilha de Sir Bani Yas em junho de 2012, mas suspendeu as operações regulares em 2017.
Em 6 de abril de 2014, a companhia aérea anunciou Colombo e Mattala como seus primeiros destinos internacionais fora do Conselho de Cooperação do Golfo.

## Frota

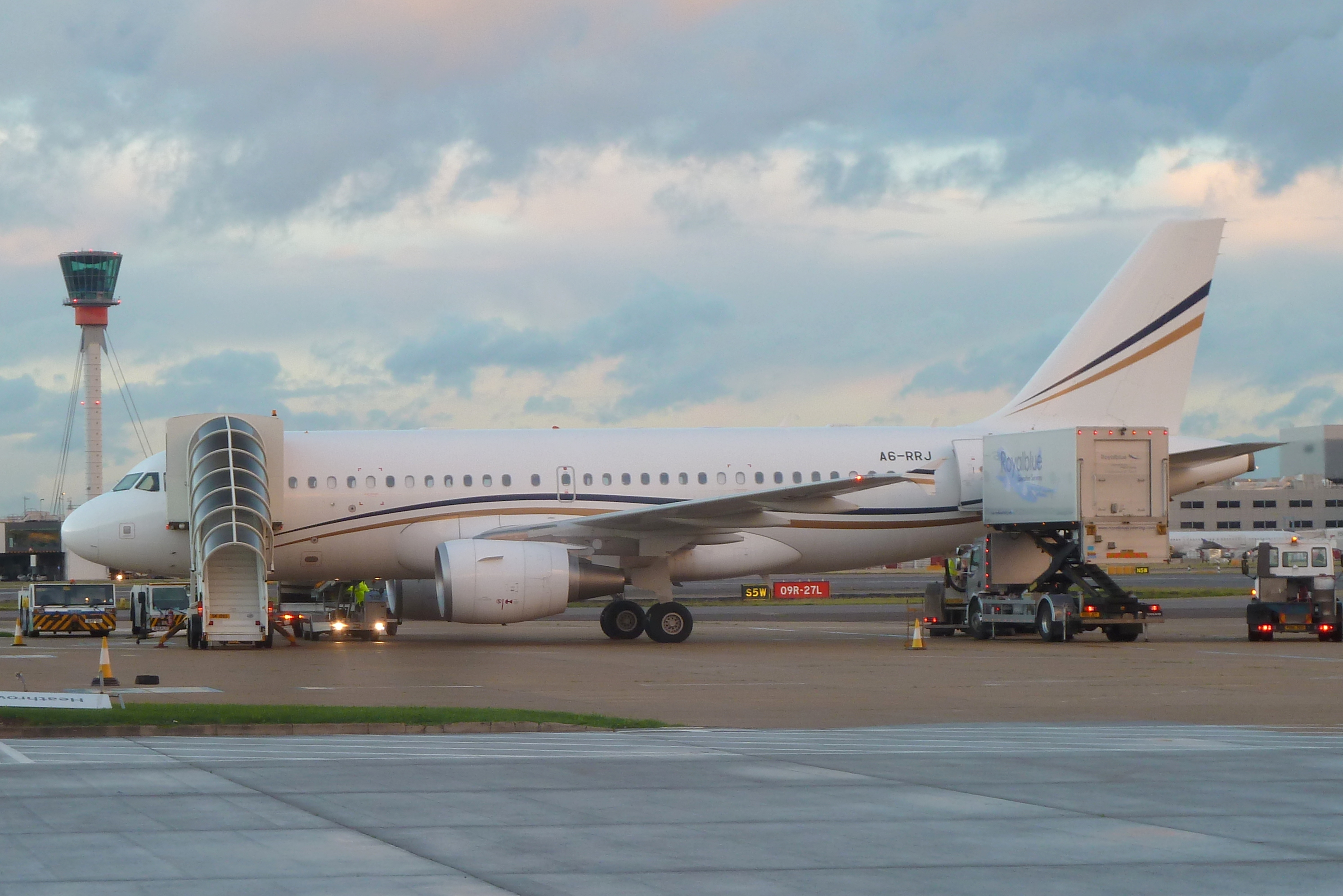
Um Airbus ACJ319 da Rotana Jet no Aeroporto de Londres-Heathrow

A frota da Rotana Jet consiste nas seguintes aeronaves (Julho de 2019):
| Aeronaves         | Em Serviço | Ordens | Passageiros | Notas |
| ----------------- | ---------- | ------ | ----------- | ----- |
| Airbus A319-100CJ | 1          | –      | 50          |       |
| Gulfstream G450   | 1          | –      | 14          |       |
| Total             | 2          | 0      |             |       |